# Eriplatys sawoniewiczi
Eriplatys sawoniewiczi là một loài tò vò trong họ Ichneumonidae.